# Рибацьке
Риба́цьке — селище Маріупольської міської громади Маріупольського району Донецької області, Україна.

## Загальні відомості
Розташоване на березі Азовського моря за 126 км від обласного центру — міста Донецька. Відстань до селища Мангуш становить близько 15 км і проходить автошляхом місцевого значення. Населення 44 особи (2001).

## Населення
За даними перепису 2001 року населення селища становило 44 особи, з них 40,91 % зазначили рідною мову українську та 59,09 % — російську.